# Job (nombre)
Job  es un nombre propio masculino en su variante en español. Procede del hebreo אִיּוֹב, Iyov y significa «Aquel que soporta penalidades». 

## Origen
Job  es el nombre de un personaje bíblico del Antiguo Testamento:
- Job hombre íntegro y piadoso del Antiguo Testamento. Patriarca que vivió al este de Palestina, en el país de Uz (Job 1:17).

Un dato muy importante es que la mayoría ignora que Job es hijo de Isacar, lo que le hacer ser nieto de Jacob según Génesis 46:13.

## Equivalencias en otros idiomas
| Variantes en otras lenguas | Variantes en otras lenguas |
| -------------------------- | -------------------------- |
| Español                    | Job                        |
| Alemán                     | Job                        |
| Catalán                    | Job                        |
| Checo                      | Jób                        |
| Francés                    | Job                        |
| Hebreo                     | אִיּוֹב                       |
| Inglés                     | Job                        |
| Italiano                   | Giobbe                     |
| Lituano                    | Dardo                      |
| Neerlandés                 | Job                        |
| Polaco                     | Zadanie                    |
| Portugués                  | Jó                         |
| Ruso                       | Работа                     |

## Santoral
La celebración del santo Job es el día 10 de mayo.